# Freaky Fukin Weirdoz
Freaky Fukin Weirdoz est un groupe allemand de crossover.

## Histoire
La formation originale se compose de Christoph « Gringo » Jendruschewitz à la basse et au chant, du chanteur Thomas alias Zdenek Kotala qui écrit également les paroles, Werner « Rif Kif » Ponikowski à la guitare et Katharina Müller-Elmau à la batterie. Ainsi formé, leur premier album éponyme sort en 1989 sur le label discographique indépendant Sub Up Records. En 1990, ils sortent leur deuxième album Weirdelic, également sur Sub Up. Le disque sort ensuite au Royaume-Uni et en France sur Music for Nations.
Ils signent chez RCA Records, le batteur Marco Minnemann rejoint le groupe et en 1992, ils sortent l'album Senseless Wonder, considéré comme leur meilleur et suivi d'une tournée comprenant plusieurs dates en Allemagne et en Autriche. En 1998, le batteur Marco Minnemann quitte le groupe pour poursuivre une longue carrière solo. Avant cela, en 1998, ils sortent l'album Hula! pour la filiale Facedown du Edel Group, une œuvre qui est évaluée à l'époque comme sonnant déjà un peu trop démodée.
Le groupe a notamment joué en première partie de Faith No More, Bad Brains et White Zombie. Sur l'album Mao Mak Maa, la reprise du classique Hit Me (With Your Rhythm Stick) de Ian Dury comporte un duo avec Nina Hagen. En 2001, le groupe se sépare après 13 ans d'existence, mais donne un concert pour ses fans chaque année entre 2002 et 2006. En 2009, les Freaky Fukin Weirdoz retournent ensemble en studio. Leur septième album, Oh My God, sort le 16 octobre 2009,.

## Discographie

### Albums studio
- 1989 : FFW
- 1990 : Weirdelic
- 1991 : Extra Play (EP)
- 1992 : Senseless Wonder
- 1994 : Mao Mak Maa
- 1995 : Culture Shock
- 1998 : Hula!
- 2007 : Best of Six (compilation)
- 2009 : Oh My God

### Singles et EP
- 1992 : Peggy Sue / Killer (EP)
- 1994 : Hit Me (With Your Rhythm Stick) (feat. Nina Hagen)
- 1994 : Sticky Weed (EP)
- 1995 : Respect
- 1996 : Get Ya Brains Blown
- 1998 : Surfin' Bird (EP)
- 1998 : Chaos